# Kork Ballington
Hugh Neville Ballington, més conegut com a Kork Ballington   (Harare, 10 d'abril de 1951), és un antic pilot de motociclisme sud-africà nascut a Rhodèsia -actual Zimbàbue- que fou quatre vegades Campió del Món en les categories de 250 i 350cc (aconseguint-ne el doblet dos anys consecutius) a finals de la dècada del 1970. El 2018 va ser nomenat MotoGP Legend.

## Carrera esportiva
Nascut a Salisbury (l'actual Harare), a l'antiga Rhodèsia, Ballington va emigrar amb la seva família a Sud-àfrica quan era jove. Més tard aconseguí entrar a l'escena de les curses britàniques gràcies a la seva experiència en curses de producció al seu país. Un cop al Regne Unit, va competir amb una Yamaha bicilíndrica privada uns quants anys.
El 1976 va començar a competir al campionat del món i va obtenir la seva primera posició de podi en acabar segon al Gran Premi d'Alemanya de 250cc, celebrat a Nürburgring, aleshores de 22,9 km de llarg i considerat massa perillós per a la Fórmula 1. Va millorar aquesta actuació en guanyar el Gran Premi d'Espanya de 350cc, celebrat al circuit de Montjuïc. Ballington va continuar millorant el 1977 i va guanyar tres Grans Premis, entre ells el Gran Premi de Gran Bretanya, on va aconseguir una doble victòria a les classes de 250cc i 350cc.

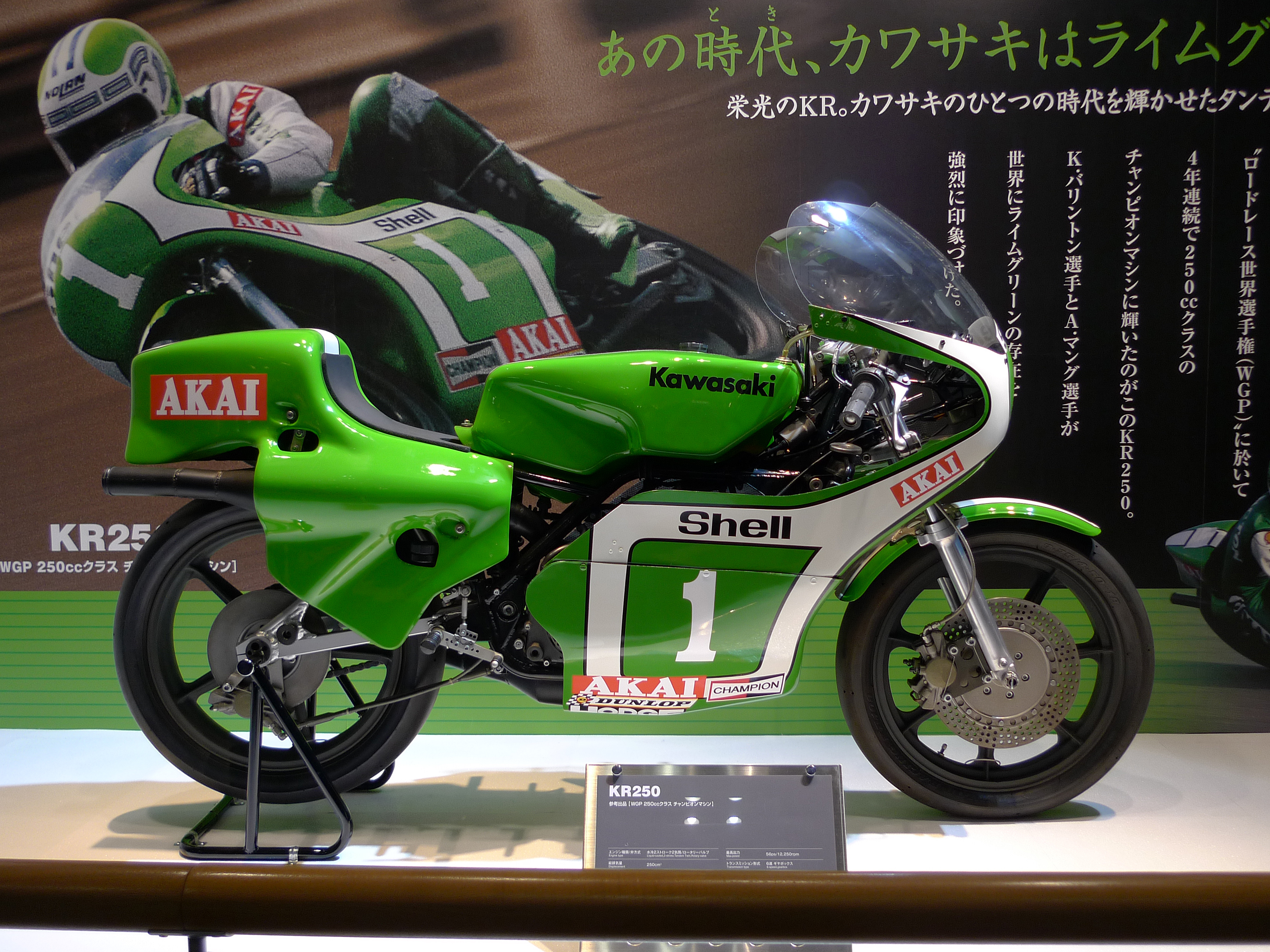
La Kawasaki KR250 que va pilotar el 1979 (de fons, Ballington amb aquesta moto el 1979)

De cara a la temporada de 1978, Kawasaki li va oferir un lloc a l'equip de fàbrica al costat de Mick Grant i Barry Ditchburn, on disposà de sengles Kawasaki KR250 i KR350. Després d'un començament de temporada fluix, Ballington va guanyar quatre curses i va acumular dos segons llocs i dos de tercers al campionat de 250cc, de manera que va guanyar el seu primer campionat del món d'aquesta cilindrada. Encara va dominar més a la classe de 350cc, on va guanyar sis curses i va obtenir tres segons llocs, aconseguint així el seu primer campionat del món de 350cc i segon títol de la temporada. El 1979 va revalidar els seus èxits en guanyar set curses de 250cc i cinc de 350cc, proclamant-se de nou doble campió del món.
El 1980, en canvi, va acabar segon darrere d'Anton Mang (també amb Kawasaki) al campionat del món de 250cc i va córrer amb la nova Kawasaki KR500 al mundial de 500cc. Desenvolupar una moto nova a la "classe reina" va resultar més difícil del que s'esperava i després de tres anys Kawasaki no va poder obtenir el mateix èxit que havia experimentat a les classes inferiors. Malgrat tot, Ballington sí que va triomfar al campionat britànic de 500cc de 1982, on el sud-africà va guanyar sis curses consecutives i el títol per a Kawasaki. Després de tres temporades sense aconseguir èxits significatius al mundial, però, la marca japonesa va prendre la decisió de retirar-se de la competició un cop acabada la temporada de 1982, deixant Ballington sense moto per a la temporada següent.
El 1984, Kork Ballington va participar en les 8 hores de Suzuka amb una Kawasaki GPZ750 al costat de Rob Phillis, però l'equip es va retirar després de completar només 15 voltes. El 1986 va córrer per primera vegada a la Daytona 200 amb una Suzuki GSX-R750 per a l'equip britànic Skoal Bandit Suzuki. Va quedar tercer en la seva classificatòria darrere dels pilots de fàbrica de Yamaha Eddie Lawson i Jimmy Filice, però es va retirar de la cursa després de completar 37 voltes.
La seva actuació a Daytona li va valer un lloc al MacLean Racing Team, on pilotà una 
Honda RS500 al Campionat de Fórmula 1 de l`AMA de 1986. Ballington va lluitar amb Randy Renfrow durant tota la temporada i va acabar el campionat com a subcampió. El 1987 va tornar als Estats Units per a competir al campionat nacional de velocitat de 250cc amb una Honda NSR250, on va ser també subcampió, en aquest cas darrere de John Kocinski. El 1988 va tornar a córrer al mateix campionat i tot seguit va prendre la decisió de retirar-se.
Actualment, Ballington viu amb la seva família a Brisbane, Austràlia.

## Resultats al Mundial de motociclisme
Font:
Barem de puntuació de 1969 a 1987:
| Posició | 1  | 2  | 3  | 4 | 5 | 6 | 7 | 8 | 9 | 10 |
| Punts   | 15 | 12 | 10 | 8 | 6 | 5 | 4 | 3 | 2 | 1  |

(Ids. Grans Premis | Llegenda) (Curses en negreta indiquen pole; curses en  itàlica indiquen volta ràpida)
| Any  | Categoria | Equip    | 1      | 2       | 3     | 4     | 5      | 6     | 7     | 8       | 9      | 10     | 11     | 12    | 13    | Punts | Posició | Victòries |
| ---- | --------- | -------- | ------ | ------- | ----- | ----- | ------ | ----- | ----- | ------- | ------ | ------ | ------ | ----- | ----- | ----- | ------- | --------- |
| 1976 | 250cc     | Yamaha   | FRA -  | NAT Ret | YUG - | IOM - | DTT -  | BEL - | SWE - | FIN -   | CSR -  | GER 2  | ESP 8  |       |       | 15    | 13è     | 0         |
| 1976 | 350cc     | Yamaha   | FRA -  | NAT 6   | YUG - | IOM - | DTT -  | BEL - | SWE - | FIN -   | CSR -  | GER 12 | ESP 1  |       |       | 20    | 12è     | 1         |
| 1977 | 250cc     | Yamaha   | VEN 5  |         | GER 6 | NAT - | ESP 11 | FRA - | YUG - | DTT -   | BEL 6  | SWE -  | FIN 3  | CSR 4 | GBR 1 | 49    | 6è      | 1         |
| 1977 | 350cc     | Yamaha   | VEN -  | AUT -   | GER - | NAT - | ESP -  | FRA - |       | DTT 1   |        | SWE 2  | FIN 13 | CSR 7 | GBR 1 | 46    | 5è      | 2         |
| 1978 | 250cc     | Kawasaki | VEN 5  | ESP 4   |       | FRA 3 | NAT 1  | DTT 2 | BEL 5 | SWE 2   | FIN 1  | GBR -  | GER 1  | CSR 1 | YUG 3 | 124   | 1r      | 4         |
| 1978 | 350cc     | Kawasaki | VEN 4  |         | AUT 1 | FRA 2 | NAT 1  | DTT 1 |       | SWE 2   | FIN 1  | GBR 1  | GER 2  | CSR 1 | YUG - | 134   | 1r      | 6         |
| 1979 | 250cc     | Kawasaki | VEN 2  |         | GER 1 | NAT 1 | ESP 1  | YUG 4 | DTT 3 | BEL NVC | SWE 5  | FIN 1  | GBR 1  | CSR 1 | FRA 1 | 141   | 1r      | 7         |
| 1979 | 350cc     | Kawasaki | VEN 4  | AUT 1   | GER 4 | NAT - | ESP 1  | YUG 1 | DTT - |         |        | FIN 9  | GBR 1  | CSR 1 | FRA 5 | 99    | 1r      | 5         |
| 1980 | 250cc     | Kawasaki | NAT -  | ESP 1   | FRA 1 | YUG - | DTT -  | BEL - | FIN 1 | GBR 1   | CSR 2  | GER 1  |        |       |       | 87    | 2n      | 5         |
| 1980 | 500cc     | Kawasaki | NAT NC | ESP 13  | FRA 8 |       | DTT -  | BEL - | FIN 5 | GBR 7   |        | GER 6  |        |       |       | 13    | 12è     | 0         |
| 1981 | 500cc     | Kawasaki | AUT 6  | GER NC  | NAT - | FRA 7 | YUG -  | DTT 3 | BEL - | SM 5    | GBR NC | FIN 3  | SWE 4  |       |       | 43    | 8è      | 0         |
| 1982 | 500cc     | Kawasaki | ARG 8  | AUT NC  | FRA - | ESP 9 | NAT 6  | DTT 7 | BEL 8 | YUG 10  | GBR 7  | SWE 6  | SM 7   | GER - |       | 31    | 9è      | 0         |